# 新州 (光啟)
新州，唐朝时设置的州。
唐僖宗光启二年（886年），幽州节度使李匡威奏请分怀戎县置永兴县、矾山县、龙门县、怀安县，设为新州，治所永兴县（今河北省涿鹿县涿鹿镇）。唐朝灭亡後，属刘守光。913年，李存勗灭刘守光，领有新州。916年、921年，两次被辽朝占据，924年，后唐将新州改属威塞軍節度使。938年，新州作为燕云十六州之一，由后晋石敬瑭献给辽朝耶律德光。辽朝改名奉圣州。